# Чікенин
Чікени́н, Чікени́н-Каяси́ (крим. Çikenın Qayası, також Судак-Лиман-Бурун, крим. Sudaq Liman Burun, Плоский) — скелястий мис, південно-східний виступ г. Коба-Кая. Обрамляє Зелену бухту (Яни Дюнья (Новий Світ), Феодосійський район, Крим) із заходу.
Входить до складу ботанічного заказника «Новий Світ».
Гора обрамляє Деліліманську та Кутлакську бухти із заходу та сходу відповідно.
Мис, як і вся гора Караул-Оба, є давнім кораловим рифом, складеним міцним вапняком органічного походження.
В окремих джерелах мисом Чікен помилково називається південно-східний відрог гори Коба-Кая.